# قملوه
قملوه (الاسم العلمي: Alepes)، جنس أسماك بحرية من فصيلة الشيميات. أنواعها خمسة، توجد في المياه الساحلية في جميع أنحاء منطقة المحيط الهندي وغرب المحيط الهادئ.